# Rodica Șerban
Rodica Maria Florea-Șerban, née le 26 mai 1983 à Rădăuți-Prut, est une athlète sportive roumaine pratiquant l'aviron. Elle a remporté deux médailles aux Jeux olympiques.

## Palmarès

### Jeux olympiques
- 2008 à Pékin,  Chine
  -  Médaille de bronze dans la catégorie huit avec barreur
- 2004 à Athènes,  Grèce
  -  Médaille d'or dans la catégorie huit avec barreur[1]

### Championnats du monde
- 2007 à Munich,  Allemagne
  -  Médaille d'argent en huit barré
- 2005 à Gifu,  Japon
  -  Médaille d'argent en huit barré

### Championnats d'Europe
- 2012 à Varese,  Italie
  -  Médaille d'or en huit barré
- 2008 à Athènes,  Grèce
  -  Médaille d'or en huit barré
- 2007 à Poznań,  Pologne
  -  Médaille d'or en huit barré